# Quand Nelson rencontre Lisa
Quand Nelson rencontre Lisa est un épisode de la série télévisée d'animation Les Simpson. Il s'agit du neuvième épisode de la trente-quatrième saison et du 737e de la série.

## Synopsis
Cet épisode parodie le film « Quand Harry rencontre Sally » 

## Réception
Lors de sa première diffusion, l'épisode a attiré 1,53 million de téléspectateurs.